# Instituto de Botánica Darwinion
O Instituto de Botánica Darwinion (IBODA) é uma entidade científica dedicada especialmente aos estudos taxonômicos da flora argentina.
Possui um herbário com mais de 600 mil exemplares, contendo uma importante e valiosa quantidade de material do século XIX. O incremento anula é da ordem de sete mil exemplares, por novas coleções e trocas com outras instituições nacionais e internacionais. Sua biblioteca apresenta aproximadamente 60 mil volumes, dos quais em torno de cem são obras do século XVIII e algumas raridades do século XVI, sendo uma das mais completas e dinâmicas da América latina no campo da botânica.
O IBODA edita a prestigiosa revista Darwiniana dedicada a difundir principalmente trabalhos originais sobre sistemática, florística, palinologia, etnobotánica, etc; e o boletim Hickenia cujo objetivo essencial é a publicação rápida de artigos breves com novidades botânicas, tais como a descrição de taxas novas e a resolução de de problemas taxonômicos e de nomenclatura.
O website do IBODA permite acesso ao Catalogo da FRlora Vascular da Argentina e os resumos dos trabalhos em Darwiniana e Hickenia.